# Vestingpark
Vestingpark is sinds 2016 de naam voor een monumentale 19e-eeuwse tuin die hoorde bij Huize Sint Bernardus in de Gelderse plaats Bredevoort.

## Geschiedenis
Bernard Andreas Roelvink, een rentmeester van stadhouder Willem V, liet in 1764 zijn woning uitbreiden tot herenhuis. In 1782 werd hem het aanpalende bastion Vreesniet in erfpacht gegeven. Nadat dit vestingwerk in de 19e eeuw was ontmanteld werd er een tuin op aangelegd. Een klein deel van onderwal is bewaard gebleven, daar op staat het monumentale theehuisje van de familie Roelvink. Het theekoepeltje is net als de tuin in beheer bij de organisatie Bredevoorts Belang. 
Het huis was tot 1938 enkele decennia een door kloosterzusters verzorgd sanatorium gevestigd. In de tuin bevinden zich nog lighallen voor TBC patiënten, deze zijn als rijksmonument zijn aangemerkt. Nabij het theekoepeltje bevindt zich een Lourdesgrot. Grot en lighallen herinneren aan kloosterverleden van het park.

## Vestingpark

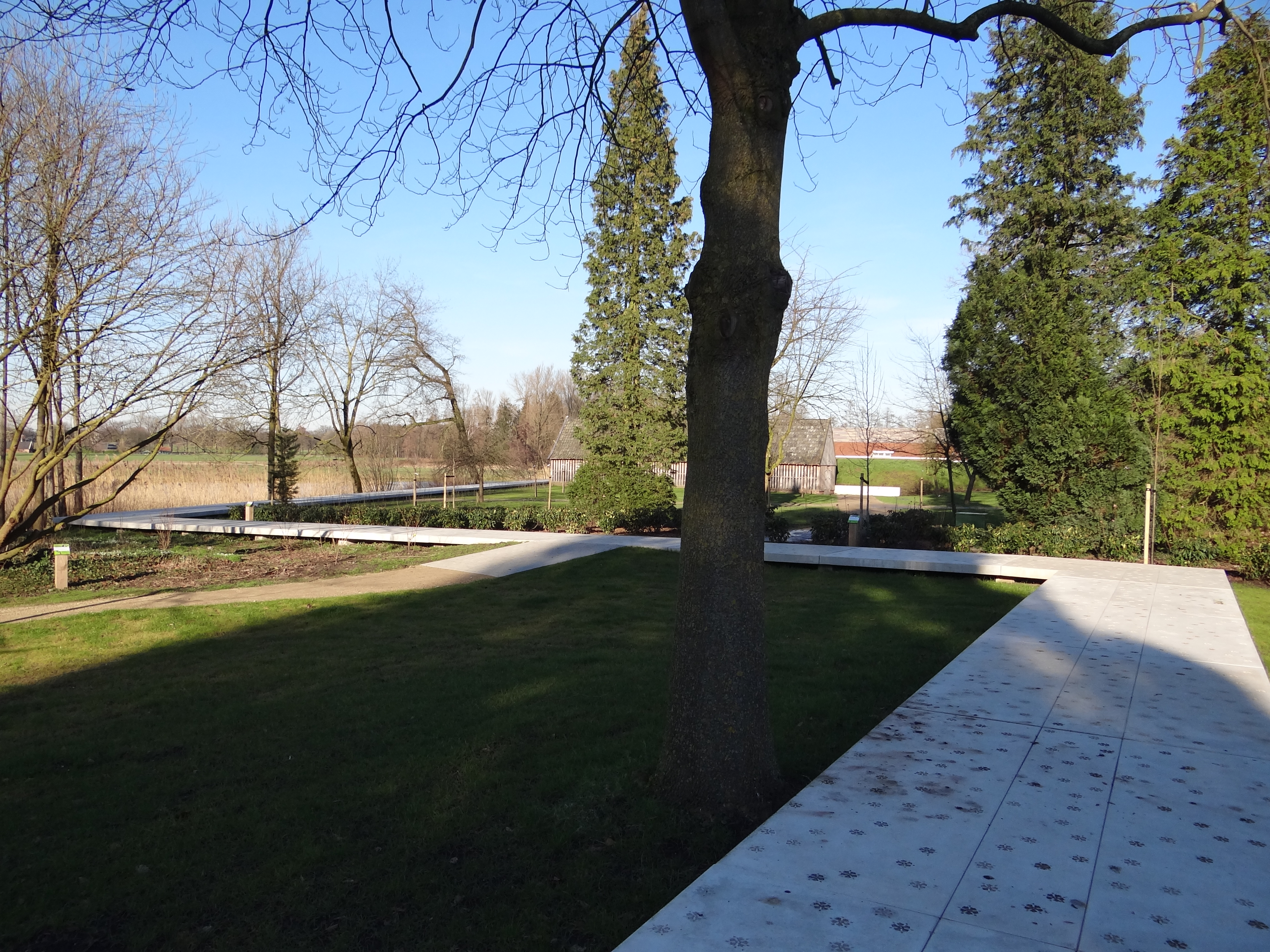
"zwevende pad" ter plaatse van de voormalige bedekte weg

In 2008 werd naar aanleiding van plannen om te vestingwerken ter plaatse te reconstrueren een historisch-geografisch onderzoek naar de vestingwallen en de Kruittorenstraat verricht. Naar aanleiding van het uit het in 2004 vastgestelde Masterplan Bredevoort. In 2010 werden deze plannen herzien, blijkens de opdracht aan landschapsarchitecten van Parklaan om een landschapsontwerp te maken en de bekendmaking van de plannen door eigenaar en initiatiefnemer Bredevoorts Belang. Een "zwevend pad", follies (onder andere een doorsnede van de stadswal) en het afleesbaar maken van verschillende tijdlagen; van vesting tot kloostertuin. Aan de noordzijde zijn bomen verwijderd om het schootsveld in oude staat terug te brengen. In 2012 werd bekendgemaakt dat de nieuwe plannen onherroepelijk waren.
In 2015 werd de tuin grondig hersteld door de kap van zieke bomen en de aanplant van jonge bomen, dwars door het park werd een "zwevend" betonnen pad van ruim twee meter breed aangelegd met betonnen elementen die zo'n 25 centimeter boven het maaiveld uitsteekt. Het pad vormt een verbinding tussen de voormalige bastions bastion Vreesniet en bastion Treurniet en volgt de ligging van de bedekte weg die voor de stadswal lag, waarmee de contouren van de vestingwerken van Bredevoort ter plaatse zijn gevisualiseerd. Het park is sinds april 2016 opengesteld voor het publiek; van zonsopgang tot zonsondergang. Op Tweede Pinksterdag 16 mei 2016 vond de officiële opening plaats.

## Afbeeldingen

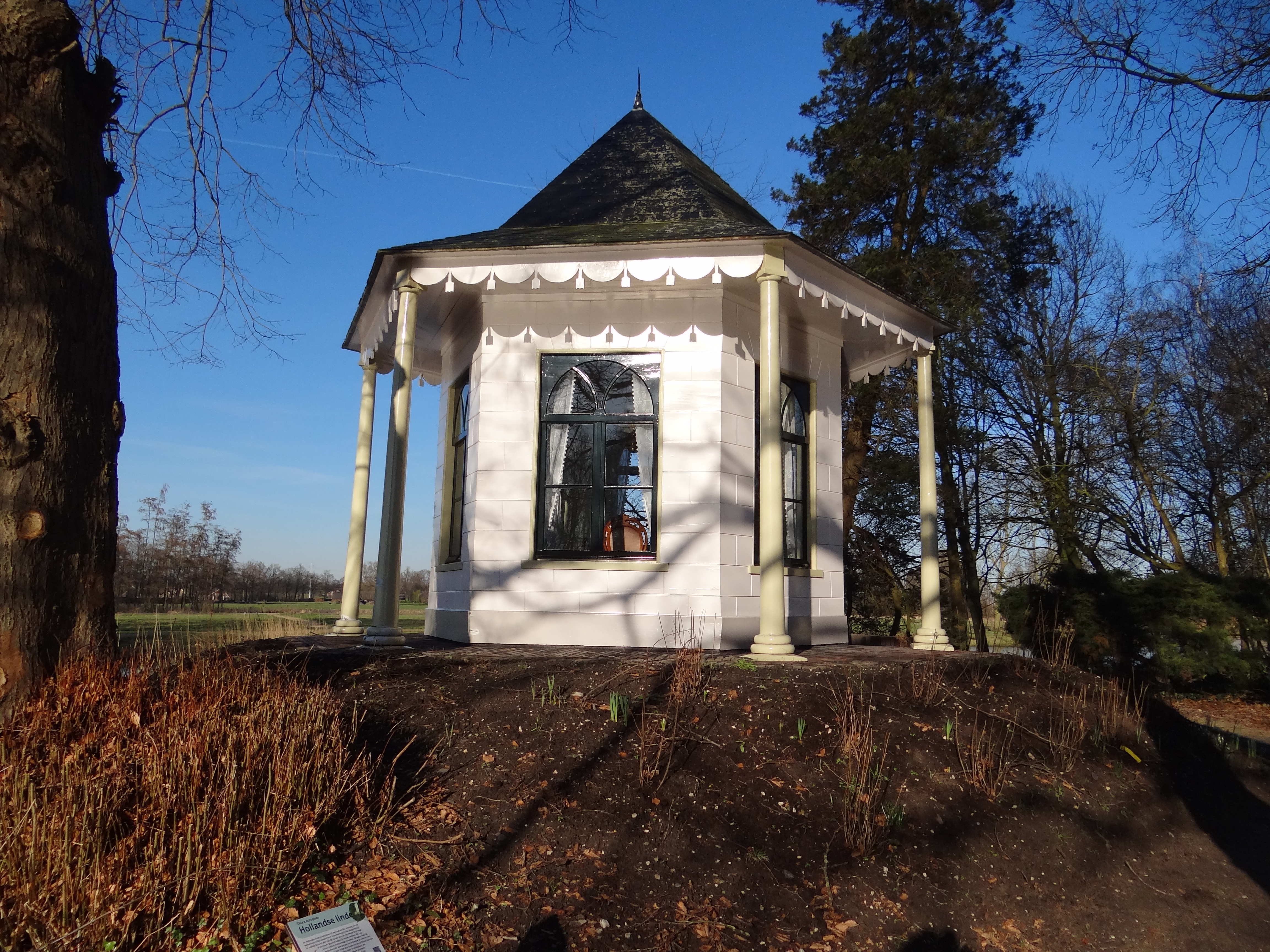
theekoepeltje
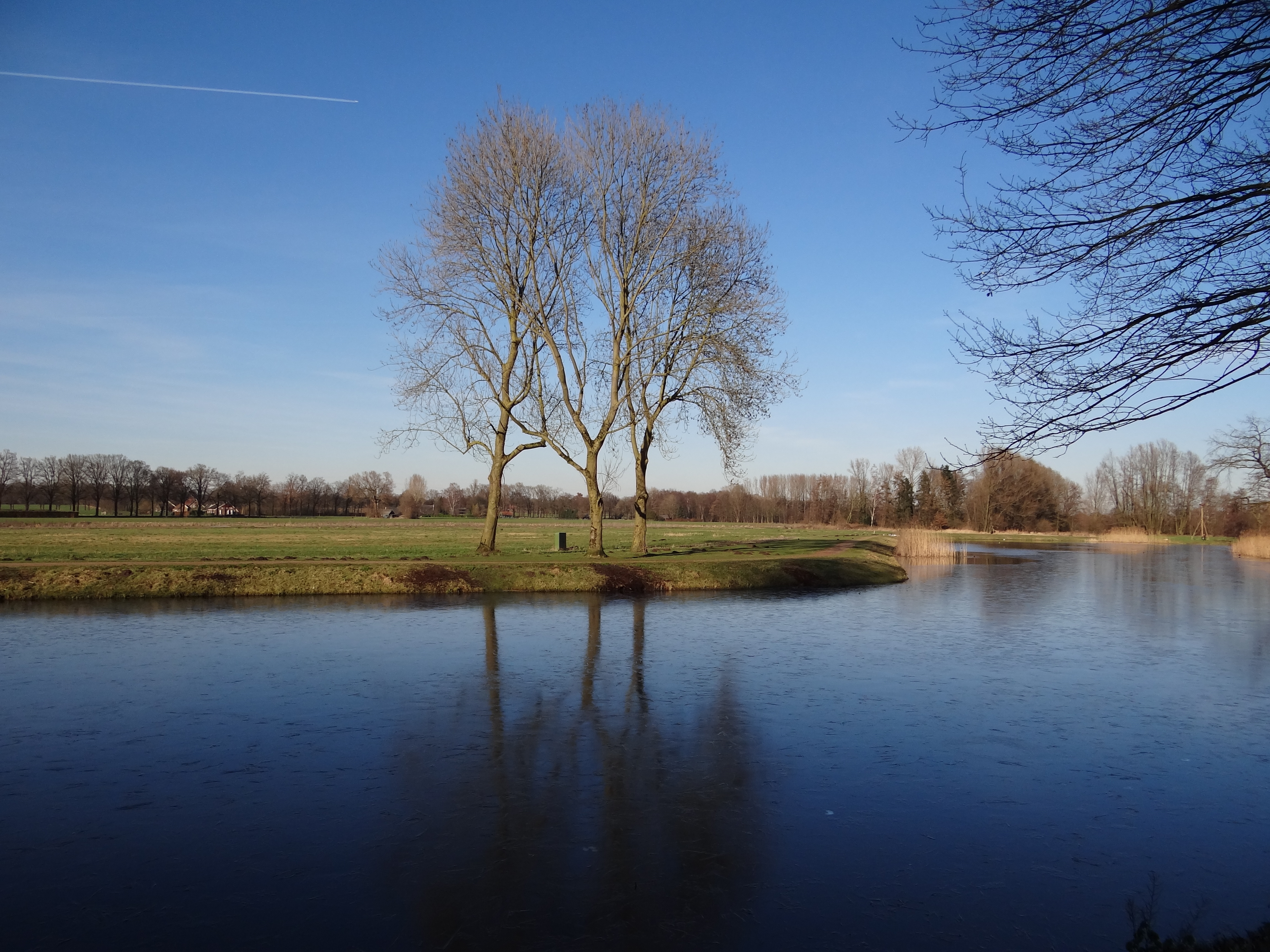
Grote Gracht met schootsveld
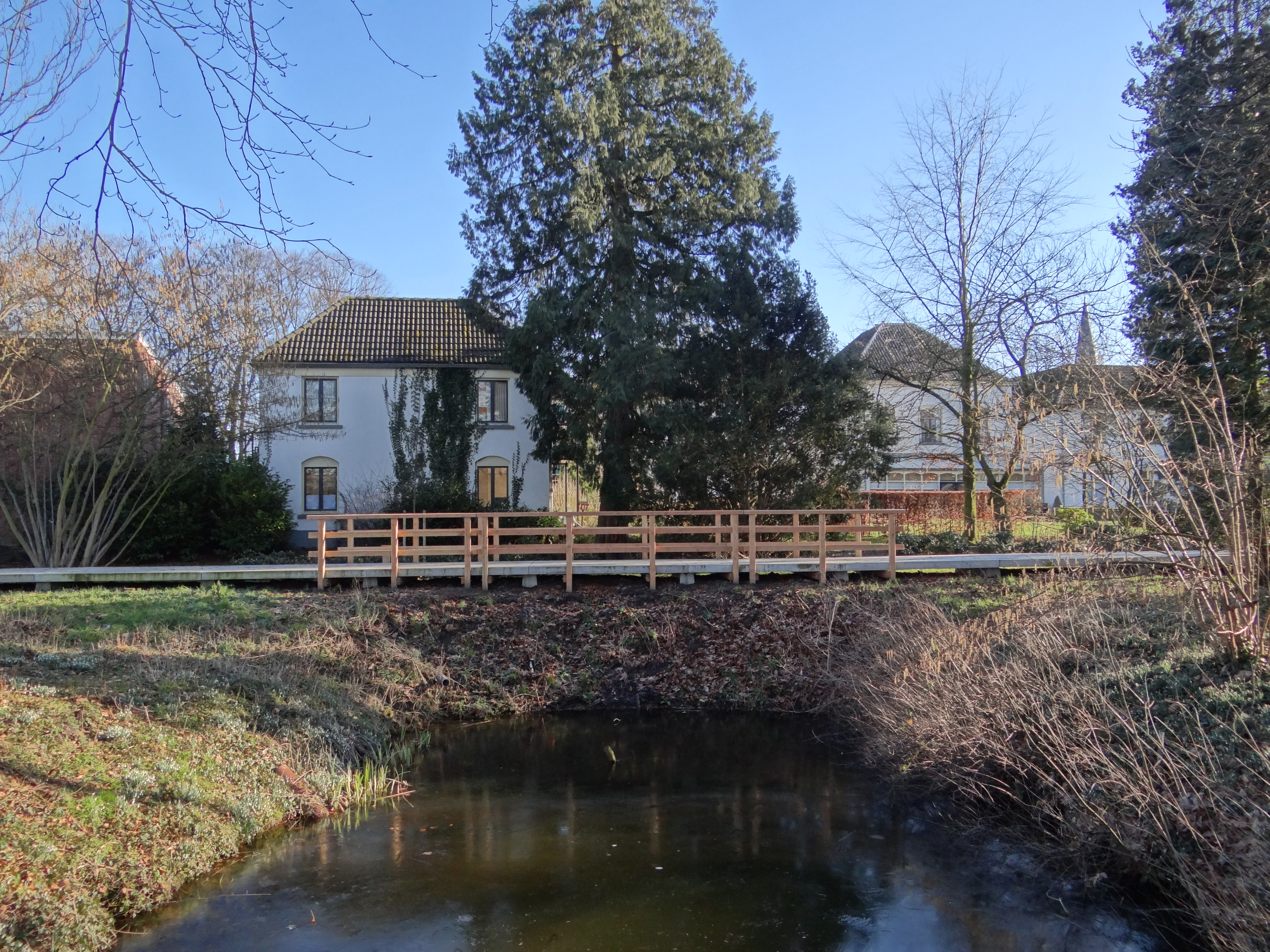
"Zwevende pad" met uitzicht op Sint Bernardus
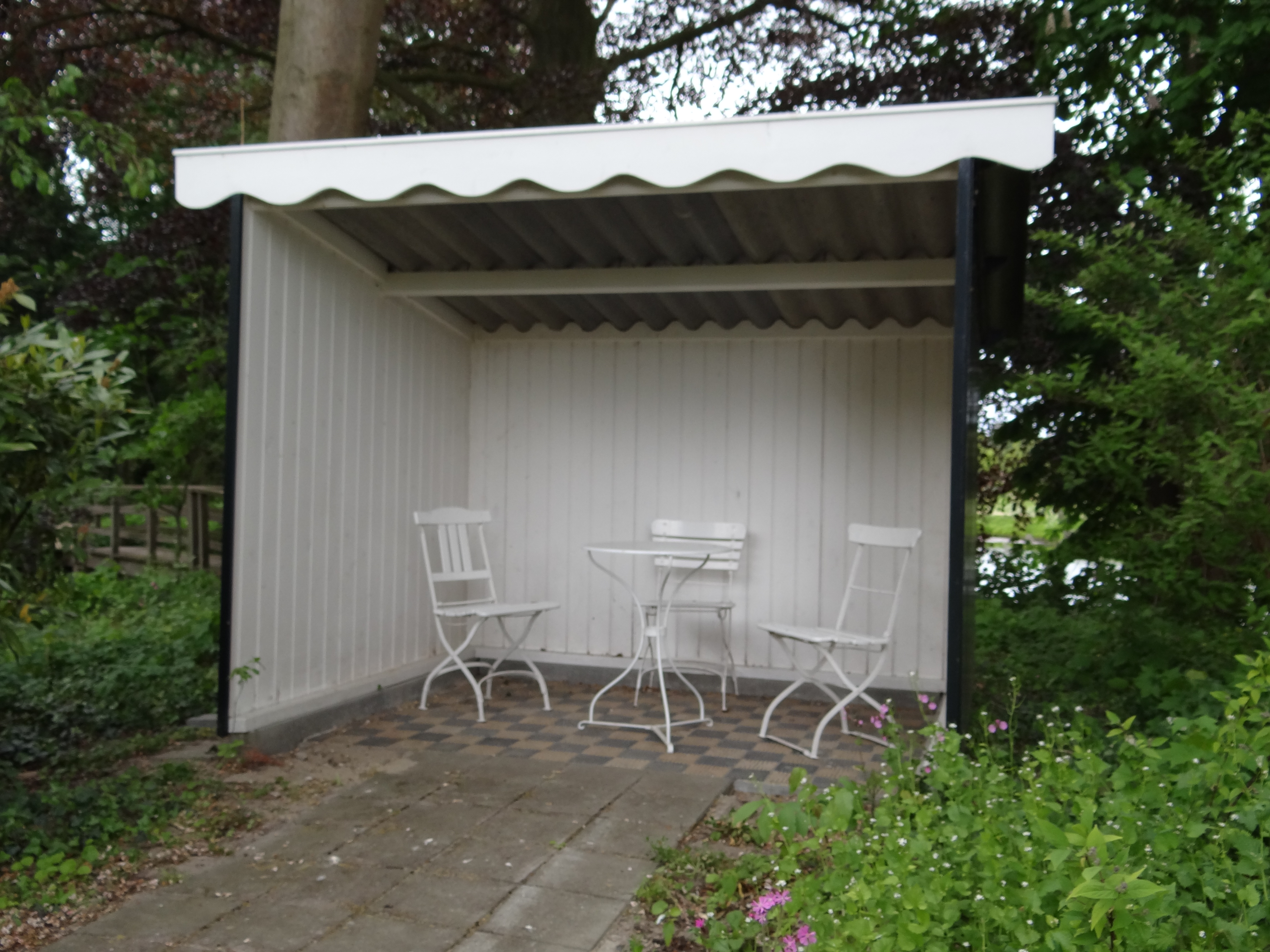
TBC lighal
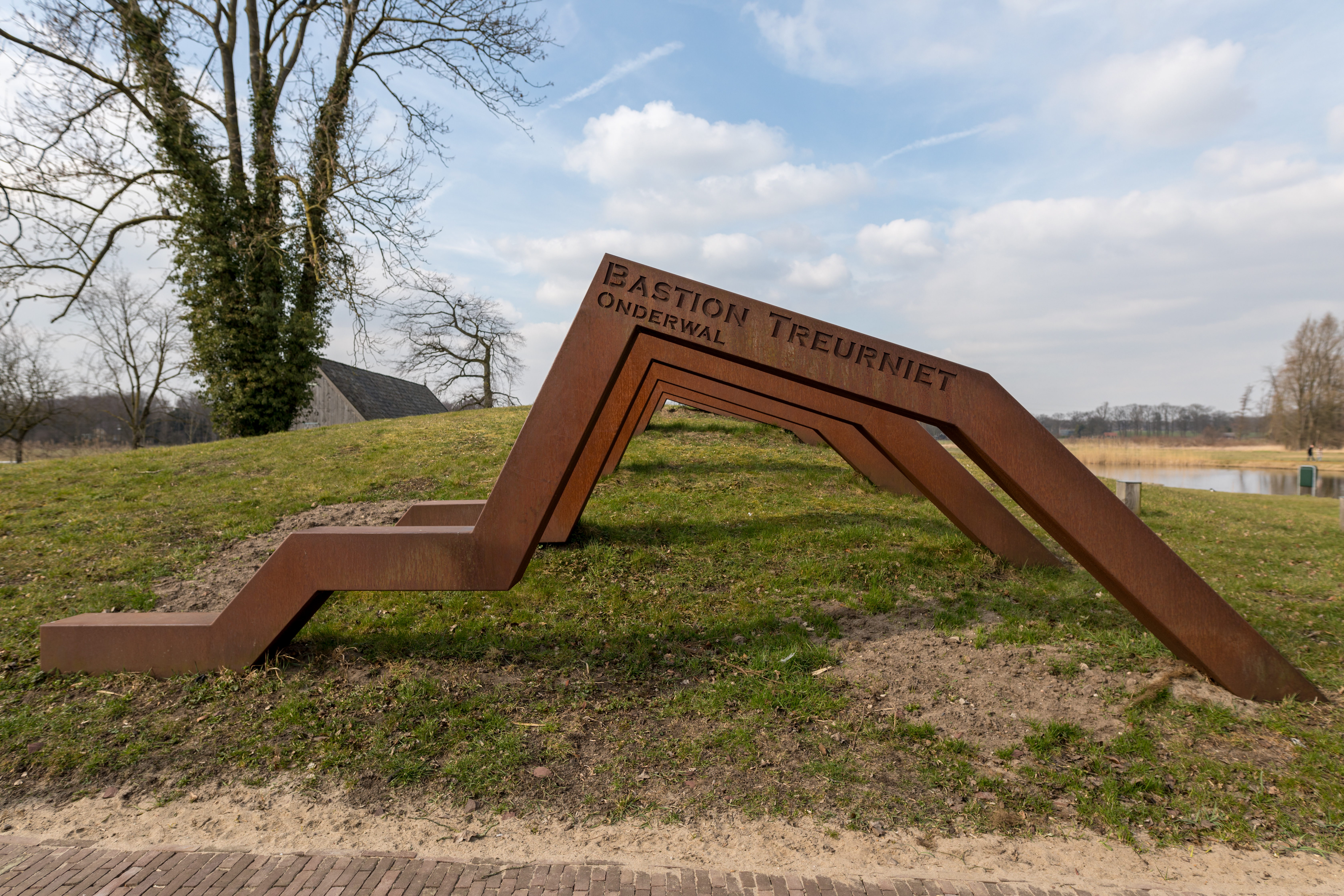
Restanten van Bastion Treurniet